# مقاطعة هامبشاير (فرجينيا الغربية)
مقاطعة هامبشاير هي مقاطعة في فيرجينيا الغربية، بلغ عدد سكانها 23٬964  نسمة، في 2010، عاصمتها رومني، تبلغ مساحتها 1٬670 كيلومتر مربع.

## الموقع
تشترك في الحدود مع:
- مقاطعة ألغني، ميريلاند
- مقاطعة هاردي (فرجينيا الغربية).

## أعلام
- إسحاق بارسونز
- جون ارميا يعقوب
- الكسندر دبليو. مونرو
- فرنسيس وايت
- ويليام بي. كورنويل
- إسحاق بارسونز